# ジェイルバード
『ジェイルバード』（Jeilbird）はアメリカの作家カート・ヴォネガットによる1979年の長編小説。主人公のウォルターが労働争議、第二次世界大戦、赤狩り、ウォーターゲート事件といった、アメリカ社会における様々な歴史的事件に巻き込まれていく上で歩むことになる数奇な人生を描いた作品。著者自身はエッセイ『パームサンデー』において本作を「A」ランクの作品だと自己採点している。

## あらすじ
資本家マッコーンの使用人の息子として生まれたウォルターはハーバード大学に進学、その後連邦政府に勤務し、第二次世界大戦後間もないドイツでルースと出会い結婚する。しかし学生時代からの友人で同じく政府の高官だったリーランド・クルーズがかつて自分と共に共産主義者であったと証言したことがきっかけで、1953年に政府の仕事をクビになる。妻の仕事を手伝う失業時代を経て、1970年に再び政府から「青少年問題特別顧問」の仕事を得るが、1972年に起こったウォーターゲート事件に巻き込まれて投獄される。
2年間の刑務所生活の後、出所したウォルターは、かつての恋人であり、現在は超巨大企業RAMJACの大株主でありながらホームレスのふりをしているメアリー・キャスリーン・オルーニーと出会う。彼女はウォルターと彼が出所してから出会った人々にRAMJACの子会社の副社長の座を与えるように会社に指示する。だがその後交通事故にあって死んでしまう。メアリーは死に際、自分が死んだらRAMJACの富をアメリカ人民に寄贈するようにという遺書を公表してくれとウォルターに頼むが、彼は彼女の死を世間に公表しない。2年後、偶然から彼女の死が明らかになり、RAMJACは解体され政府によって競売にかけられる。ウォルターは遺書隠蔽の罪で再び刑務所に入れられる。

## 主な登場人物
ウォルター・F・スターバック
主人公。本作の語り手。1913年にマッコーンの屋敷で働くコックの母と、ボディーガード兼運転手の父の元に生まれた。元々の姓はスタンキーウィッツだったが、マッコーンの考えにより改名した。
アレグザンダー・ハミルトン・マッコーン
クリーブランドの資本家で億万長者。元々どもりだったが、父ダン・マッコーンが運営する製鉄工場における労働争議による衝突「カイヤホーガの衝突」を目撃して以来、言語障害が悪化する。妻はアリス・ロックフェラー。幼少期のウォルターといつもチェスをして過ごしており、自身と同じくハーバードに進学させた。
ルース
ウォルターの妻。ウィーン出身でナチスにより強制収容所に入れられていた。語学が非常に堪能。アメリカに戻ってからは室内装飾家となる。ウォルターが逮捕される2週間前に死去する。
ウォルター・F・スターバック・ジュニア
ウォルターとルースの息子。ウォルターとの仲は悪い。後に姓をスタンキーウィッツに改名し、ニューヨーク・タイムズの書評家となった。
リーランド・クルーズ
ウォルターの学生時代からの友人。政府で出世頭として働いていたが、ウォルターがリーランドはかつて共産主義者だった証言したことが理由で刑務所送りになる。ウォルターの出所後、ニューヨークの街で再会する。
セーラ・ワイアット
ウォルターのルームメイトの双子の妹。学生時代に付き合っていたが、最終的にリーランドと結婚する。
クライド・カーター
ウォルターが入っていた刑務所の看守。カーター大統領の又再従兄弟で顔が瓜二つ。
エミール・ラーキン
敬虔な長老派教会員である囚人。両足が悪い。ウォルターを「ブラザー」と呼ぶ。後に自伝を出版する。
ロバート・フェンダー
第二次世界大戦の反逆罪で終身刑となった獣医。獄中で「キルゴア・トラウト」や「フランク・X・バーロウ」のペンネームでSF小説を執筆している。
ヴァージル・グレイトハウス
元政府の長官。ウォルターが刑務所から出た日に入れ替わりに入獄した。
アーパッド・リーン
RAMJACの重役。
メアリー・キャスリーン・オルーニー
ウォルターのかつての恋人で、共産主義の活動を行っている学生時代に知り合った。その後、RAMJACの大株主、ジャック・グレアムの未亡人となり、命を狙われているため正体を隠してショッピングバッグ・レディーとなっている。1935年から1955年までの記憶を無くしている。

## 用語
RAMJAC
本作に登場する架空の超巨大企業。ニューヨーク・タイムズやマクドナルド、ティファニーなど多くの企業の親会社であるコングロマリットという設定で、資本主義社会における巨大資本のカリカチュアである。メアリー・キャスリーン・オルーニーの手引きにより、ウォルターをはじめとした多くの登場人物がみなRAMJACの副社長になるという皮肉な展開となる。